# 戸部真由香
戸部 真由香（とべ まゆか、1997年7月12日 - ）は、日本の女子バレーボール選手。

## 来歴
千葉県千葉市出身。テレビで全日本バレーの試合を見て憧れたことをきっかけにバレーボールを始めた。
千葉県立柏井高等学校 2年時、春高バレー3位入賞。
東北福祉大学 1年時、東日本インカレ優勝。
2019年6月4日、大学4年生のとき2019V・サマーリーグの大学選抜メンバー18名に選出。翌月5日から秩父宮記念体育館で開催された同大会に出場。Vリーグのチームを含めた全12チーム中7位入賞に貢献した。
2019-20シーズン、KUROBEアクアフェアリーズの内定選手となった。北星ゴム工業所属。
2020年、大学卒業後に、KUROBEアクアフェアリーズに入団した。入団1シーズン目となる2020-21シーズン、V1女子の試合に出場し、Vリーグデビューを果たした。
2021年7月16日、背番号が「20」から「15」に変更された。
2023年、2023年5月末をもってKUROBEアクアフェアリーズを退団した。クラブのリリースでは退団コメントとして現役引退を決断したと記されているが、V.LEAGUEの移籍公示リストに5月31日付で移籍希望が示された後、6月に東レアローズへの移籍加入が発表された。

## 人物・エピソード
- KUROBEアクアフェアリーズでのコートネーム「ユイ」の由来は、白﨑麻友香がいたため「マユカ」が使えず、また高校時代のコートネームだった「ユカ」は原侑花がいたため、混同を避けるため「戸部真由香」の"由"から連想して「ユイ」に決まった[13]。

- 母親が美容師をしており、大学進学以前までは常に母親に髪を切ってもらっていた。大学進学後も折に触れて母親に髪を切ってもらっている[13]。

- 歌は好きだがあまり上手くないらしく、友人から「歌わないで！」だとか「国歌歌ってるの？」と評されたことを語っている。また富山県内で放送されているケーブルテレビ「Net3」内のコーナー「ぶっちゃけスポーツ」でそのことを語ってた流れで「チューリップのうた」を披露するはめになった[13]。

## 所属チーム
- 千葉市立緑町小学校（つばきジュニア）[2]
- 千葉市立緑町中学校[2]
- 千葉県立柏井高等学校
- 東北福祉大学 #7 → #4
- KUROBEアクアフェアリーズ #20 → #15（2019-2023年）
- 東レアローズ/東レアローズ滋賀 #2→#17（2023年-）

## 受賞歴
- 2017年 第50回春季東北大学女子バレーボールリーグ戦：スパイク賞（1位）/ ブロック賞（2位タイ）[14]
- 2017年 第51回秋季東北大学女子バレーボールリーグ戦：スパイク賞（1位）[15]
- 2018年 第52回春季東北大学女子バレーボールリーグ戦：スパイク賞（1位）[16]
- 2018年 第53回秋季東北大学女子バレーボールリーグ戦：ブロック賞（1位）[17]

## 個人成績
V.LEAGUEの個人成績は下記の通り（ファイナルステージ、VCup、チャレンジマッチ含む）。
| 大会            | チーム          | 出場     | 出場        | アタック | アタック | アタック | アタック | バックアタック | バックアタック | バックアタック | バックアタック | アタック 決定本数 | ブロック | ブロック       | サーブ | サーブ         | サーブ   | サーブ | サーブ | サーブ   | サーブレシーブ | サーブレシーブ | サーブレシーブ | サーブレシーブ | 総得点      | 総得点      | 総得点   | 総得点      |
| --------------- | --------------- | -------- | ----------- | -------- | -------- | -------- | -------- | -------------- | -------------- | -------------- | -------------- | ----------------- | -------- | -------------- | ------ | -------------- | -------- | ------ | ------ | -------- | -------------- | -------------- | -------------- | -------------- | ----------- | ----------- | -------- | ----------- |
| 大会            | チーム          | 試 合 数 | セ ッ ト 数 | 打 数    | 得 点    | 失 点    | 決 定 率 | 打 数          | 得 点          | 失 点          | 決 定 率       | セ ッ ト 平 均    | 得 点    | セ ッ ト 平 均 | 打 数  | ノ 丨 タ ッ チ | エ 丨 ス | 失 点  | 効 果  | 効 果 率 | 受 数          | 成 功 ・ 優    | 成 功 ・ 良    | 成 功 率       | ア タ ッ ク | ブ ロ ッ ク | サ 丨 ブ | 得 点 合 計 |
| V1 2020-21      | KUROBE          | 11       | 5           | 9        | 5        | 1        | 55.6     | 0              | 0              | 0              | -              | 1.00              | 0        | -              | 15     | 0              | 2        | 1      | 3      | 16.7     | 0              | 0              | 0              | -              | 5           | 0           | 2        | 7           |
| V1 2021-22      | KUROBE          | 4        | 8           | 24       | 7        | 3        | 29.2     | 0              | 0              | 0              | -              | 0.88              | 4        | 0.50           | 24     | 0              | 0        | 0      | 4      | 4.2      | 0              | 0              | 0              | -              | 7           | 4           | 0        | 11          |
| CM 2021-22      | KUROBE          | 2        | 4           | 16       | 5        | 0        | 31.2     | 0              | 0              | 0              | -              | 1.25              | 4        | 1.00           | 4      | 0              | 0        | 0      | 1      | 6.2      | 0              | 0              | -              | 5.0            | 4           | 0           | 9        | 31          |
| V1 2022-23      | KUROBE          | 33       | 38          | 122      | 44       | 1        | 36.1     | 0              | 0              | 0              | -              | 1.16              | 4        | 0.11           | 96     | 0              | 2        | 5      | 21     | 6.2      | 10             | 8              | 70             | 44.0           | 4           | 2           | 50       | 31          |
| V1 2023-24      | 東レ            | 24       | 30          | 112      | 48       | 3        | 42.9     | 0              | 0              | 0              | -              | 1.60              | 3        | 0.1            | 97     | 0              | 1        | 7      | 24     | 5.4      | 15             | 5              | 3              | 43.3           | 48          | 3           | 1        | 52          |
| 通算：4シーズン | 通算：4シーズン | 95       | 111         | 362      | 133      | 15       | 36.7     | 0              | 0              | 0              | -              | 1.20              | 30       | 0.27           | 300    | 0              | 6        | 19     | 66     | 5.9      | 31             | 14             | 6              | 54.8           | 133         | 30          | 6        | 169         |

SV.LEAGUEの個人成績は下記の通り（チャンピオンシップ含む）。
| 大会            | チーム          | 出場     | 出場        | アタック | アタック | アタック | アタック | バックアタック | バックアタック | バックアタック | バックアタック | アタック 決定本数 | ブロック | ブロック       | サーブ | サーブ   | サーブ | サーブ | サーブ   | サーブレシーブ | サーブレシーブ | サーブレシーブ | サーブレシーブ | 総得点      | 総得点      | 総得点   | 総得点      |
| --------------- | --------------- | -------- | ----------- | -------- | -------- | -------- | -------- | -------------- | -------------- | -------------- | -------------- | ----------------- | -------- | -------------- | ------ | -------- | ------ | ------ | -------- | -------------- | -------------- | -------------- | -------------- | ----------- | ----------- | -------- | ----------- |
| 大会            | チーム          | 試 合 数 | セ ッ ト 数 | 打 数    | 得 点    | 失 点    | 決 定 率 | 打 数          | 得 点          | 失 点          | 決 定 率       | セ ッ ト 平 均    | 得 点    | セ ッ ト 平 均 | 打 数  | エ 丨 ス | 失 点  | 効 果  | 効 果 率 | 受 数          | 成 功 ・ 優    | 成 功 ・ 良    | 成 功 率       | ア タ ッ ク | ブ ロ ッ ク | サ 丨 ブ | 得 点 合 計 |
| SV 2024-25      | 東レ            | 29       | 65          | 181      | 64       | 7        | 35.4     | 0              | 0              | 0              | -              | 0.98              | 23       | 0.35           | 199    | 8        | 16     | 83     | 12.4     | 22             | 4              | 7              | 34.1           | 64          | 23          | 8        | 95          |
| 通算：1シーズン | 通算：1シーズン | 29       | 65          | 181      | 64       | 7        | 35.4     | 0              | 0              | 0              | -              | 0.98              | 23       | 0.35           | 199    | 8        | 16     | 83     | 12.4     | 22             | 4              | 7              | 34.1           | 64          | 23          | 8        | 95          |

## 出演

### YouTube
- KUROBEアクアフェアリーズ『「PPAP-2020-」KUROBEアクアフェアリーズ編』（2020年5月11日）
- KUROBEアクアフェアリーズ『ぶっちゃけスポーツ～戸部真由香選手編～』（2020年5月19日）
- KUROBEアクアフェアリーズ『お家で簡単にできるトレーニング～戸部真由香～』（2020年6月19日）
- KUROBEアクアフェアリーズ『KUROBEアクアフェアリーズ〜#20 戸部真由香〜』（2020年7月28日）
- KUROBEアクアフェアリーズ『富山トヨタ✖️KUROBEアクアフェアリーズ』（2020年7月31日）
- 週刊激スポ!!『特集・戸部真由香選手』（2020年5月22日）

### ラジオ
AQUA BEAR
- 2020年05月07日 放送分
- 2020年07月30日 放送分
- 2020年09月10日 放送分
- 2020年11月19日 放送分
- 2020年12月24日 放送分
- 2021年02月05日 放送分
- 2021年03月18日 放送分
- 2021年05月27日 放送分
- 2021年08月12日 放送分